# Tour des Jardins de l'Arche
La tour des Jardins de l'Arche est un projet de gratte-ciel de 206 mètres situé à Nanterre, dans le quartier d'affaires de La Défense (Hauts-de-Seine, France). Conçue par l'architecte Jean Mas des Ateliers 2/3/4/, pour le compte de Vinci Construction, la tour est prévue pour accueillir un hôtel de 730 chambres du groupe InterContinental Hotels sur 45 000 mètres carrés ainsi que, d'après le site Internet de l'Epadesa : « des bureaux, un centre d’affaires, des espaces de co-working et de fab-lab, des espaces bien-être et détente comprenant un fitness, des commerces et restaurants »,.
La tour sera située à l'ouest de la Grande Arche, à proximité immédiate de la Paris La Défense Arena, le stade de rugby du Racing 92 et salle de spectacle.
À noter que les travaux n’ont pas débuté en raison d’un contentieux avec le cimetière de Neuilly, qui a réalisé un recours contre le projet pour des raisons d’accès au cimetière  